# 西桑名町
西桑名町（にしくわなちょう）は三重県桑名郡にあった町。現在の桑名市中心部の西方・北方にあたる。本項では発足時の名称である大山田村（おおやまだむら）についても述べる。

## 地理
- 河川：揖斐川、大山田川

## 歴史
桑名駅が開業した1894年（明治27年）頃はレンコン栽培が行われるような低湿地帯であったが、駅開業によって桑名の玄関口となり、都市機能が集積してきた。
- 1889年（明治22年）4月1日 - 町村制の施行により、太夫村・西方村・尾野山・東方村・北別所村・福島村・上之輪新田・播磨村・東汰上村・西汰上村・蠣塚新田および桑名村・矢田村・本願寺村の各一部の区域をもって大山田村が発足。
- 1929年（昭和4年）2月11日 - 大山田村が町制施行・改称して西桑名町となる。
- 1937年（昭和12年）3月20日 - 桑名町に編入。同日西桑名町廃止。

## 交通

### 鉄道路線
- 鉄道省
  - 関西本線
    - 桑名駅
- 参宮急行電鉄（現・近畿日本鉄道）
  - 伊勢線（現・近鉄名古屋線）
    - 桑名駅
- 養老電鉄
  - 養老電鉄線（現・養老鉄道養老線）
    - 桑名駅
- 北勢電気鉄道
  - 北勢電気鉄道線（現・三岐鉄道北勢線）
    - 西桑名駅
- 桑名電軌
  - 桑名電軌線（1944年廃止）
    - 桑名駅前駅

### 道路
現在は旧村域に東名阪自動車道の桑名東インターチェンジ・大山田パーキングエリアが所在するが、当時は未開通。

## 出身者
- 加藤久米四郎 - 衆議院議員